# Rik Röttger
Rik Röttger (Antwerpen, 22 maart 1977) is een Belgisch politicus voor Vooruit.

## Biografie
Röttger volbracht zijn middelbare school aan het Koninklijk Atheneum Boom en studeerde vervolgens geschiedenis aan de Vrije Universiteit Brussel (VUB). In 2000 schreef hij als onderzoeker van de VUB de geschiedenis van de Kamer van volksvertegenwoordigers . Hij was voorzitter van de jeugdraad van Boom. Na de gemeenteraadsverkiezingen van 2000 deed hij zijn intreden in de gemeenteraad van Boom. Na de lokale verkiezingen van 2006 werd hij provincieraadslid. Daar werd hij voorzitter van de commissie Cultuur. In 2008 werd hij aangesteld als hoofdconservator van de stedelijke Musea te Mechelen. Begin 2010 legde hij de eed af als gedeputeerde als vervanger van Jos Geuens, hiervoor had hij zich laten vervangen in de gemeenteraad van zijn woonplaats. In 2012 werd hij door de deputatie (coalitie sp.a, CD&V en N-VA) opnieuw aangesteld als gedeputeerde. Hij kreeg de bevoegdheden Leefmilieu, natuur en landschap, integraal waterbeleid, Noord-Zuid en duurzame ontwikkeling toegewezen. Na de provincieraadsverkiezingen van 2018 werd hij niet herkozen.
Op 11 maart 2019 werd hij aangesteld als voorzitter van Grote Routepaden.